# Bell Textron
Bell Textron Inc. est une entreprise américaine spécialisée dans la construction d'hélicoptères (et de tiltrotors).

Anciennement Bell Helicopter Company, Bell Helicopter Textron et Bell Helicopter, il s'agit de la filiale de Textron centralisant les actifs de la Bell Aircraft Corporation. Elle est renommée Bell en 2018.
Le siège est situé à Fort Worth au Texas. Des usines sont également situées à Amarillo au Texas, à Lafayette en Louisiane, à Chihuahua au Mexique et à Mirabel au Québec[Quand ?].
En 2020, sa part de marché public et parapublic mondial des hélicoptères est de 12 % au 4e rang mondial, en 2021, elle de 16 %.
En 2021, l'entreprise promet un appareil utilisant la technologie HSVTOL et pouvant atteindre une vitesse de 400 nœuds, soit 740 km/h.

## Liste des produits
Établie en 1986, l'usine de Mirabel, Québec assemble la plupart des hélicoptères Bell commerciaux et a livré son 5000e appareil le 12 décembre 2017, son 6000e en mai 2025.

### Hélicoptères commerciaux
| Model                 | Intro. | Discontinué    | MTOW (lb/t) | MTOW (lb/t) |
| --------------------- | ------ | -------------- | ----------- | ----------- |
| Bell 47               | 1946   | 1974           | 2,950       | 1.34        |
| Bell 47J Ranger       | 1956   | 1967           | 2,950       | 1.34        |
| Bell 204/205          | 1959   | 1980s          | 9,500       | 4.31        |
| Bell 206              | 1967   | 2017           | 3,200       | 1.45        |
| Bell 210              | ?      | ?              | 11,200      | 5.08        |
| Bell 212              | 1968   | 1998           | 11,200      | 5.08        |
| Bell 214              | 1972   | 1981           | 15,000      | 6.8         |
| Bell 214ST            | 1982   | 1993           | 17,500      | 7.94        |
| Bell 222/230          | 1979   | 1995           | 8,400       | 3.81        |
| Bell 407              | 1995   | Toujours actif | 6,000       | 2.72        |
| Bell 412              | 1981   | Toujours actif | 11,900      | 5.4         |
| Bell 427              | 2000   | 2010           | 6,550       | 2.97        |
| Bell 429 GlobalRanger | 2009   | Toujours actif | 7,000/7,500 | 3.2         |
| Bell 430              | 1995   | 2008           | 9,300       | 4.22        |
| Bell 525 Relentless   | 2018   | Toujours actif | 20,500      | 9.3         |
| Bell 505 Jet Ranger X | 2017   | Toujours actif | 3,680       | 1.67        |
| Bell Nexus            | 2020   | Annulé         | À venir     | À venir     |

### Gallery

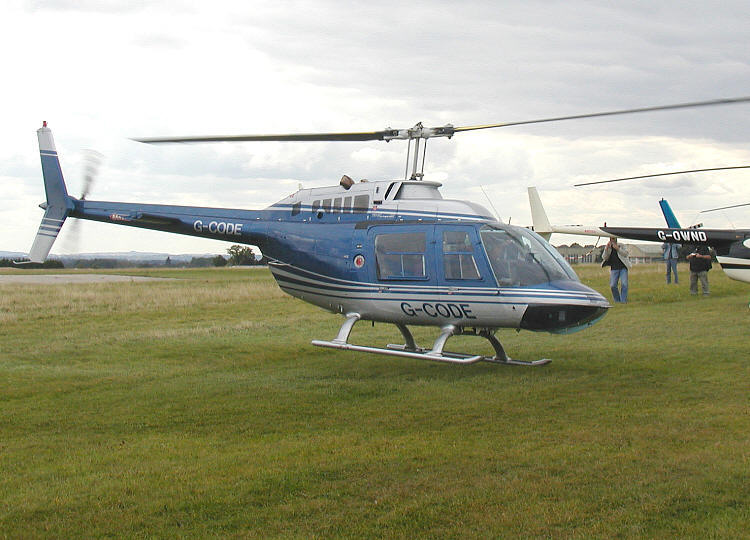
Bell 206B JetRanger III
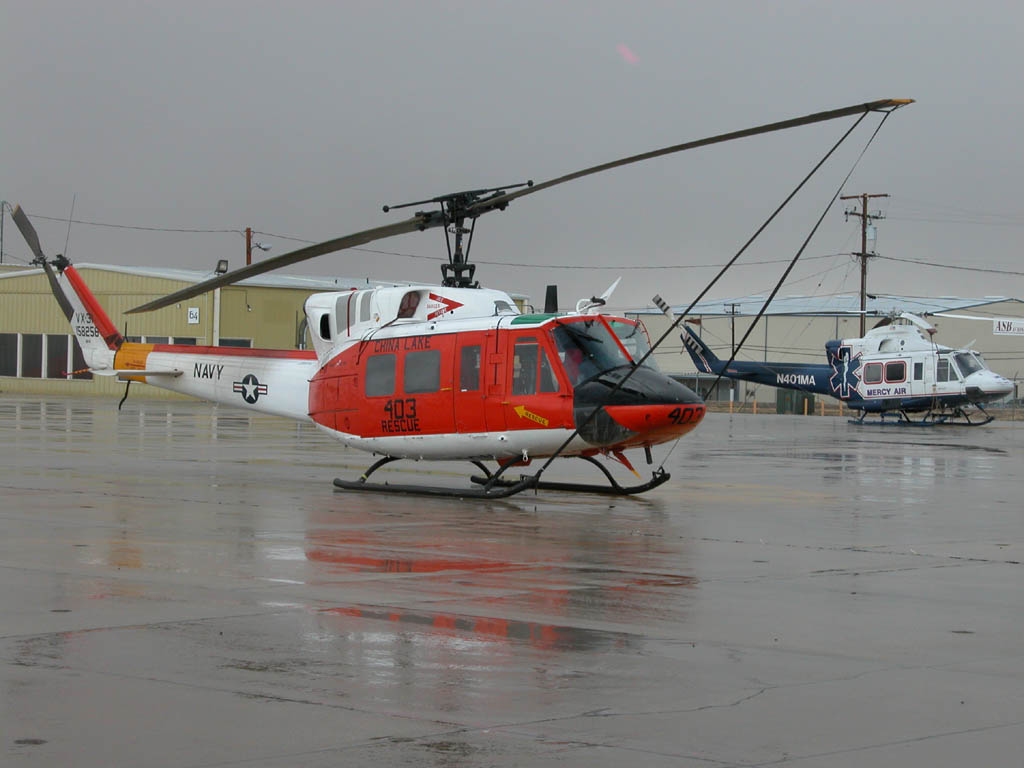
Comparaison entre un Bell 212 (U.S. Navy HH-1N) et un Bell 412 (Mercy Air) à l'aéroport de Mojave
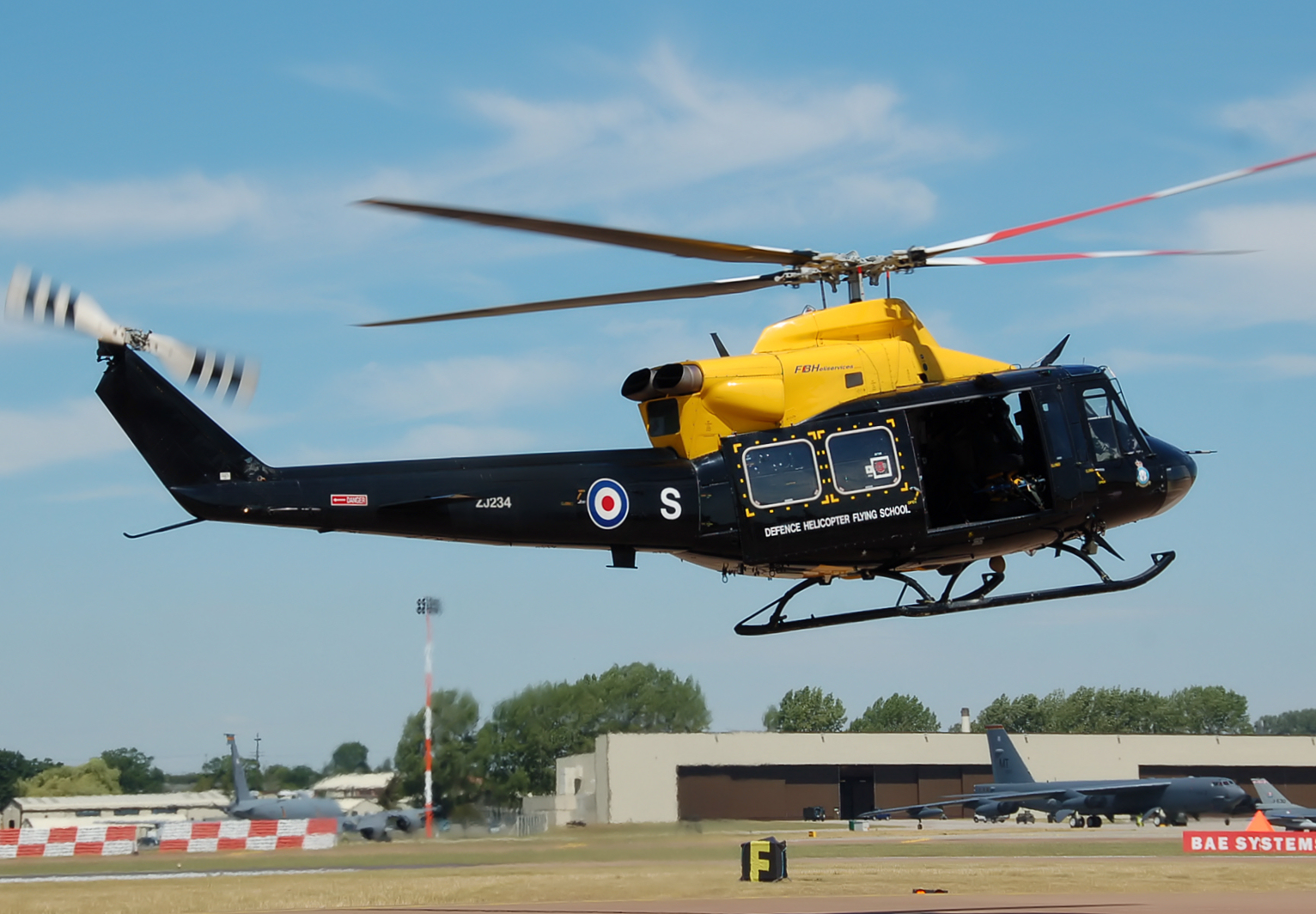
Bell 412EP Griffin HT1 hélicoptère de la UK  Defence Helicopter Flying School
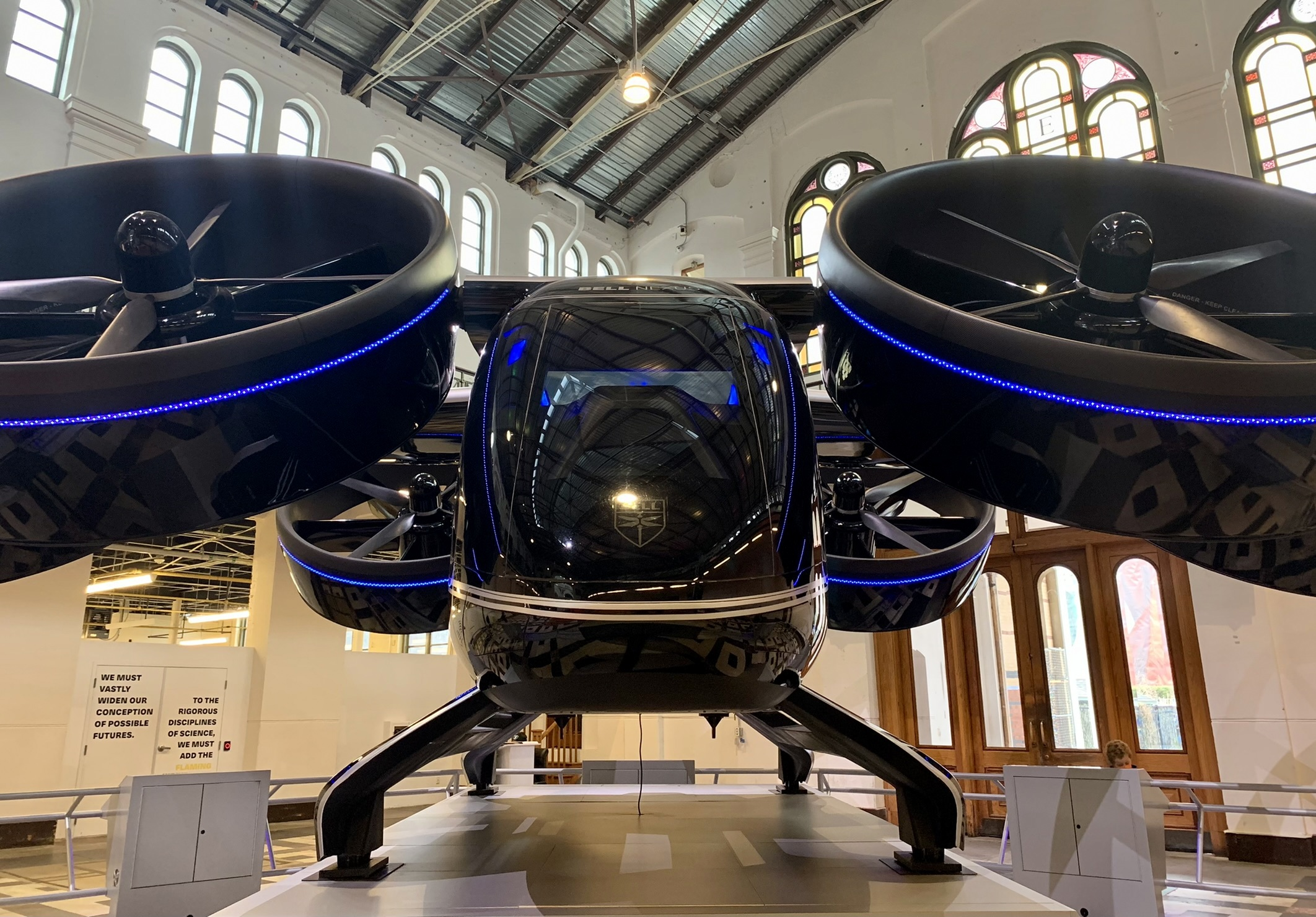
Bell Nexus « Air Taxi » au Smithsonian en 2022
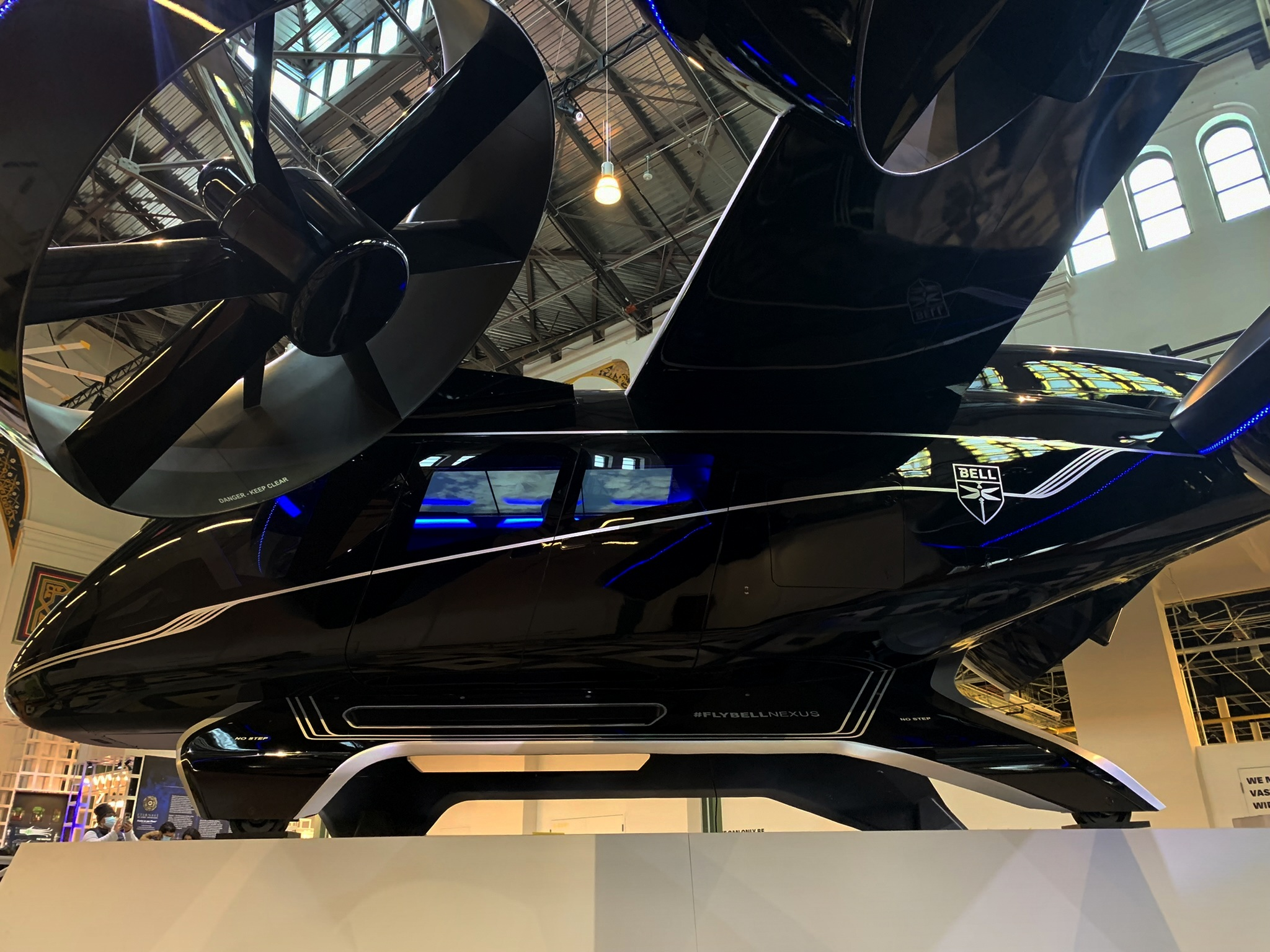
Bell Nexus « Air Taxi » au Smithsonian en 2022

### Hélicoptères militaires
- Bell H-12
- Bell H-13 Sioux
  - Bell XH-13F
- Bell XH-15
- Bell HSL
- Bell UH-1 Iroquois (ou Huey)
  - Bell Huey family
  - Bell UH-1 Iroquois variants
- Bell UH-1N Twin Huey
- Bell YHO-4
- Bell 207 Sioux Scout – hélicoptère d'attaque expérimental
- Bell 533 – Variant expérimental du Huey avec des performances accrues
- Bell AH-1 Cobra
- Bell AH-1 SeaCobra/SuperCobra
- Bell 309 KingCobra - hélicoptère d'attaque expérimental
- YAH-63/Model 409 – compétiteurs du YAH-64 au programme "Advanced Attack Helicopter"
- Bell OH-58 Kiowa
- H-1 upgrade program
  - Bell UH-1Y Venom
  - Bell AH-1Z Viper
- Bell CH-146 Griffon
- Bell ARH-70 Arapaho - hélicoptère de reconnaissance armé proposé
- Bell 360 Invictus - hélicoptère de reconnaissance armé proposé

### Tiltrotors
- Bell XV-3
- Bell XV-15
- Bell Pointer

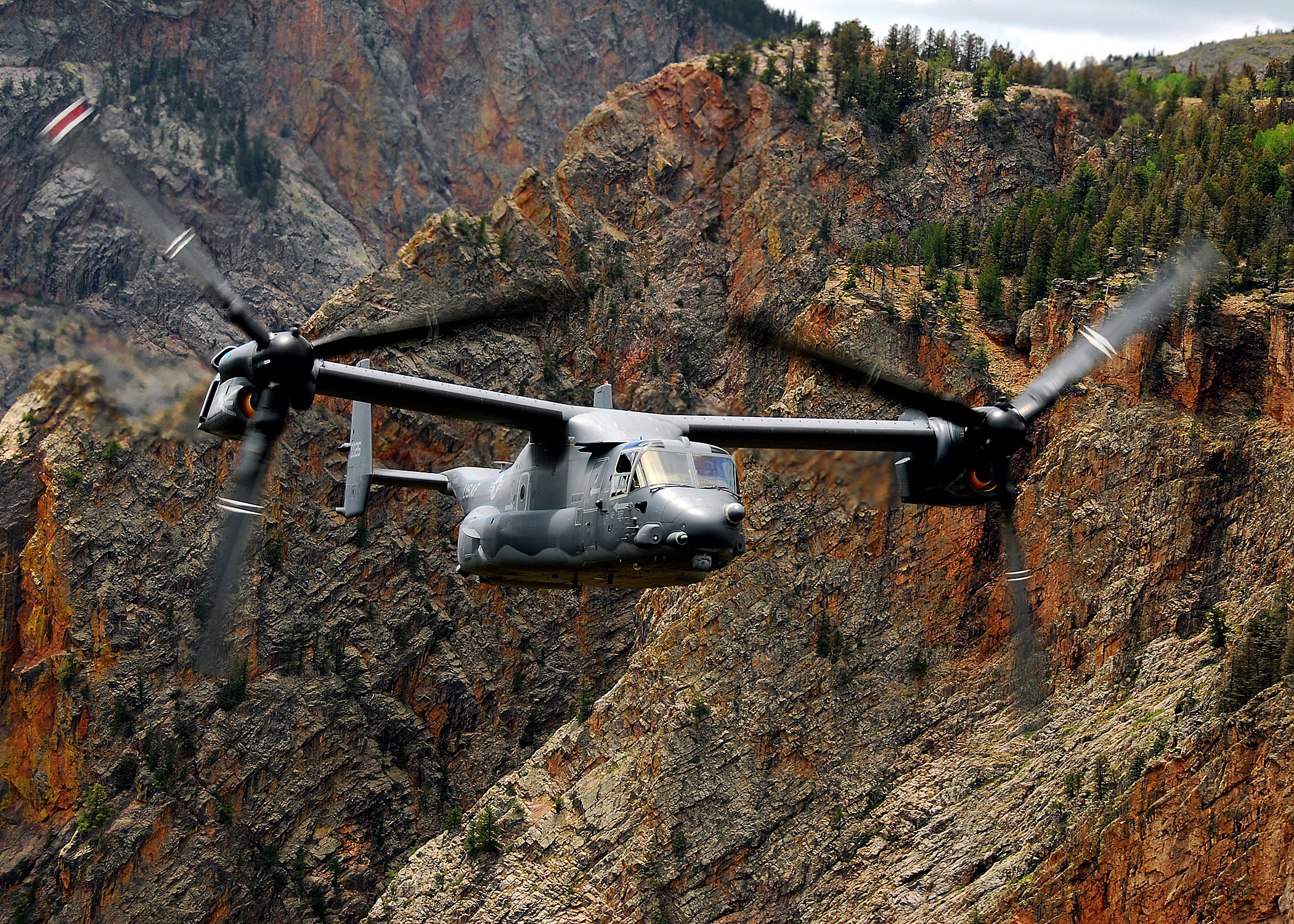
V-22 en vol

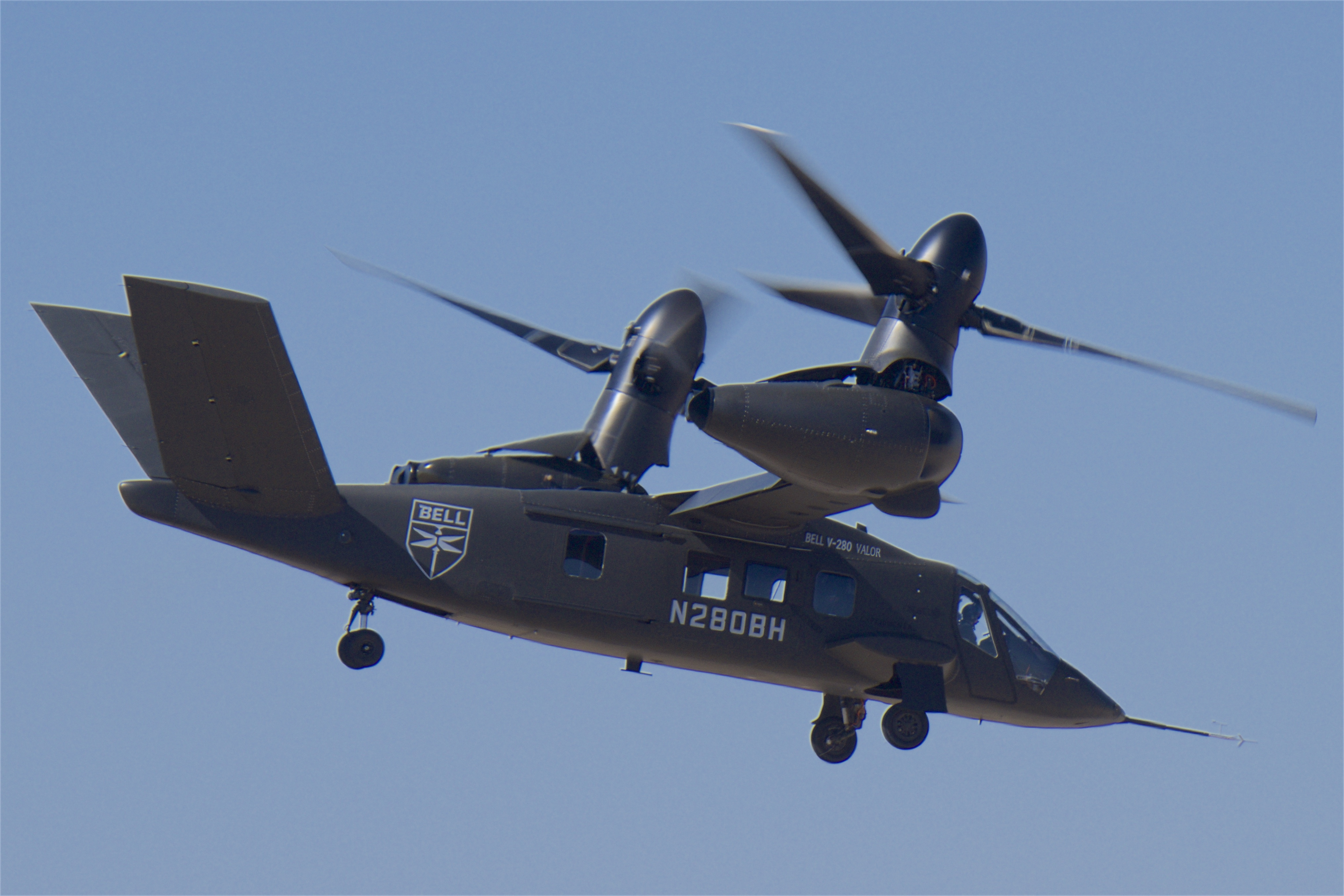
V-280 en vol

- Bell V-247 Vigilant – en développement présentement
- Bell V-280 Valor – en développement présentement, premier vol en 2017
- V-22 Osprey – en partenariat avec Boeing BDS
- TR918 Eagle Eye UAV
- Quad TiltRotor – en partenariat avec Boeing BDS
- Bell BAT (1984 projet Tiltrotor pour le programme LHX - non construit)
- Bell CTR-1900 (projet uniquement – non construit)
- Bell CTR-22 (projet uniquement – non construit)
- Bell CTR-750 (projet uniquement – non construit)
- Bell CTR-800 (projet uniquement – non construit)
- Bell D-326 (Projet de Tiltrotor commercial en 1980 - non construit)

### Projects produced by other companies
- AgustaWestland AW139 hélicoptère (anciennement 50-50 Agusta-Bell AB139, maintenant 100% AgustaWestland)
- AgustaWestland AW609 tiltrotor (anciennement 50-50 Bell-Agusta BA609, maintenant 100% AgustaWestland)
- Lockheed Martin VH-71 Kestrel

#### Unproduced designs
- Bell 280 (projet seulement, variant du Cobra avec un moteur double et une cabine plus large)
- Bell D-218
- Bell D-230 (Flying Jeep project – non construit)
- Bell D-245
- Bell D-246
- Bell 400 TwinRanger (1984), dérivé du 206 pour un double moteur léger
- Bell D-292 (1985), Light Helicopter Experimental (LHX) prototype
- Bell 417 (2006) variant plus grand du Bell 407 - cancellé
- Bell FCX-001, concept en mars 2017